# Ginnastica ai Giochi della XI Olimpiade
Le competizioni di ginnastica artistica dei Giochi della XI Olimpiade si sono svolte al Teatro all'aperto di Dietrich Eckert di Berlino nei giorni dal 10 al 12 agosto 1936.
Rispetto alla passata edizione di Los Angeles 1932 è stato reintrodotto il concorso a squadre femminile, mentre sono state cancellate le prove maschili salita alla fune, clave indiane e tumbling.

## Podi
| Evento                           | Oro | Perform. | Argento | Perform. | Bronzo | Perform. |
| Competizioni Maschili            | |          | |          | |          |
| Concorso a squadre (dettagli)    | Germania Alfred Schwarzmann Konrad Frey Matthias Volz Wilhelm Stadel Franz Beckert Walter Steffens Innozenz Stangl Ernst Winter | 657,430  | Svizzera Eugen Mack Michael Reusch Edi Steinemann Walter Bach Albert Bachmann Georges Miez Josef Walter Walter Beck                                 | 654,802  | Finlandia Martti Uosikkinen Heikki Savolainen Mauri Nyberg-Noroma Aleksanteri Saarvala Esa Seeste Ilmari Pakarinen Einari Teräsvirta Eino Tukiainen | 638,468  |
| Concorso individuale (dettagli)  | Alfred Schwarzmann | 113,100  | Eugen Mack | 112,334  | Konrad Frey | 111,532  |
| Corpo libero (dettagli)          | Georges Miez | 18.666   | Josef Walter | 18.500   | Konrad Frey Eugen Mack | 18.466   |
| Volteggio (dettagli)             | Alfred Schwarzmann | 19.200   | Eugen Mack | 18.967   | Matthias Volz | 18.467   |
| Parallele simmetriche (dettagli) | Konrad Frey | 19.067   | Michael Reusch | 19.034   | Alfred Schwarzmann | 18.967   |
| Sbarra (dettagli)                | Aleksanteri Saarvala | 19.367   | Konrad Frey | 19.267   | Alfred Schwarzmann | 19.233   |
| Anelli (dettagli)                | Alois Hudec | 19.433   | Leon Štukelj | 18.867   | Matthias Volz | 18.667   |
| Cavallo con maniglie (dettagli)  | Konrad Frey | 19.333   | Eugen Mack | 19.167   | Albert Bachmann | 19.067   |
| Competizioni Femminili           | |          | |          | |          |
| Concorso a squadre (dettagli)    | Germania Gertrud Meyer Erna Bürger Käthe Sohnemann Isolde Frölian Anita Bärwirth Paula Pöhlsen Friedl Iby Julie Schmitt         | 506,50   | Cecoslovacchia Vlasta Foltová Vlasta Děkanová Zdena Veřmiřovská Matilda Pálfyová Anna Hřebřinová Božena Dobešová Marie Větrovská Jaroslava Bajerová | 503,60   | Ungheria Margit Csillik Judit Tóth Margit Nagy-Sándor Gabriella Mészáros Eszter Voit Olga Tőrös Ilona Madary Margit Kalocsai                        | 499,00   |

## Medagliere
| Posizione | Paese          | Oro | Argento | Bronzo | Totale |
| --------- | -------------- | --- | ------- | ------ | ------ |
| 1         | Germania       | 6   | 1       | 6      | 13     |
| 2         | Svizzera       | 1   | 6       | 2      | 9      |
| 3         | Cecoslovacchia | 1   | 1       | 0      | 2      |
| 4         | Finlandia      | 1   | 0       | 1      | 2      |
| 5         | Jugoslavia     | 0   | 1       | 0      | 1      |
| 6         | Ungheria       | 0   | 0       | 1      | 1      |
| Totale    | Totale         | 9   | 9       | 10     | 28     |